# Nuoto sincronizzato ai XVIII Giochi panamericani
Il nuoto sincronizzato ai XVIII Giochi panamericani si è svolto all'Aquatics Centre di Lima, in Perù, dal 29 al 31 luglio 2019. Essendo uno sport esclusivamente femminile, non era prevista alcuna disciplina in ambito maschile. Entrambi gli eventi, il duo e la gara a squadre, sono stati vinti dalle canadesi, che hanno ribadito il successo di 4 anni prima ai Giochi di Toronto.

## Risultati
| Evento  | Oro | Argento | Bronzo |
| Duo     | Canada Jacqueline Simoneau Claudia Holzner | Messico Joana Giménez Nuria Diosdado | Stati Uniti Anita Alvarez Ruby Remati |
| Squadre | Canada Emily Armstrong Catherine Barrett Claudia Holzner Andrée-Anne Côté Camille Fiola-Dion Rebecca Harrower Jacqueline Simoneau Audrey Joly Halle Pratt | Messico Amaya Velázquez Teresa Alonso Ana Soto Regina Alférez Nuria Diosdado Pamela Toscano Joana Jimenez Luisa Rodríguez Jessica Sobrino | Stati Uniti Anita Alvarez Paige Areizaga Nicole Goot Hannah Heffernan Daniella Ramirez Ruby Remati Abby Remmers Lindi Schroeder Emma Tchakmakjian |

## Medagliere
| Posizione | Nazione     | Oro | Argento | Bronzo | Totale |
| --------- | ----------- | --- | ------- | ------ | ------ |
| 1         | Canada      | 2   | 0       | 0      | 2      |
| 2         | Messico     | 0   | 2       | 0      | 2      |
| 3         | Stati Uniti | 0   | 0       | 2      | 2      |